# Strahlregler

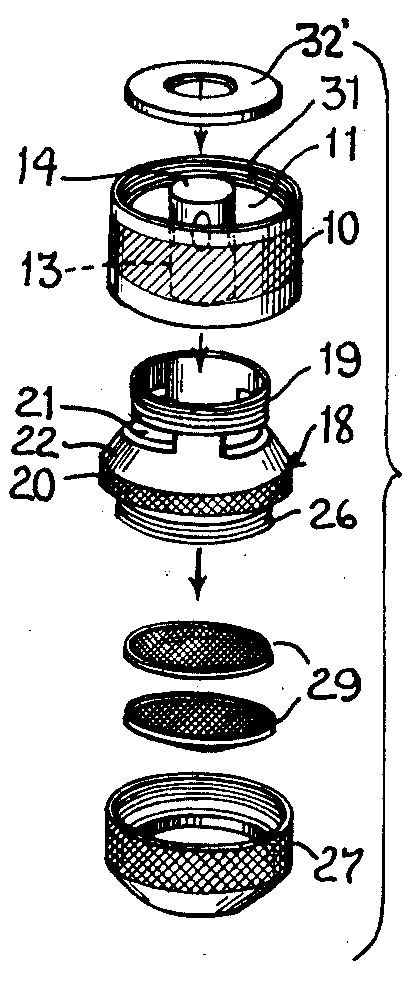
Aufbau eines Strahlreglers

Ein Strahlregler (engl. aerator; auch Luftsprudler, Mischdüse oder Perlator) ist eine Düse, die am Auslauf der meisten Wasserhähne in Küchen und Bädern sowie vielen weiteren Wasserarmaturen angebracht ist. Der Strahlregler vereinheitlicht, verbreitert und verlangsamt den Wasserstrahl, der aus der Armatur tritt. In der Regel wird zu diesem Zweck Luft zugemischt. Bei der Verwendung von Strahlreglern kann die zum Benetzen von Oberflächen wie zum Waschen und Abwaschen nötige Wassermenge reduziert werden. Die Bezeichnung „Perlator“ ist markenrechtlich geschützt.
Wassermengenregler limitieren zusätzlich die Menge des fließenden Wassers. Sie sehen den Strahlreglern oft sehr ähnlich. Die Norm EN 246 enthält Anforderungen an Strahlregler, insbesondere hinsichtlich der Durchflussmenge (Durchsatz) und der Geräuschdämpfung.

## Anwendung
Strahlregler formen den austretenden Wasserstrahl. Bereits bei niedrigem Wasserdruck soll ein gleichmäßiger Strahl erzeugt werden, der nicht plätschert. Bei hohem Wasserdruck soll der Strahl weich bleiben, um das Spritzen zu verhindern. Durch die Minderung des Durchsatzes ergibt sich eine Einsparung an Wasser.
Strahlregler können Ausfluss- und Armaturengeräusche dämpfen. Es gibt Strahlregler mit belüftetem Strahl, laminarem Strahl und Brausestrahl sowie in unterschiedlichen Durchflussklassen. In der Durchflussklasse A fließen bei 3 bar Wasserdruck etwa 15 Liter pro Minute. Spezielle wassersparende Modelle begrenzen den Durchfluss z. B. auf 7 l/min.

## Aufbau und Varianten
Ein Strahlregler besteht für gewöhnlich aus einem Mundstück, einem Innenteil und einer Dichtung. Die Einsätze werden entweder aus Kunststoff oder aus Metall gefertigt. Kunststoffbauteile verkalken oft etwas langsamer als Bauteile aus Metall. Auch ist es in der Produktion einfacher ihre Form zu optimieren. Metalleinsätze sind demgegenüber robuster und oft auch langlebiger.
Es gibt Strahlregler mit Innengewinde (zum Anschrauben, 22 mm metrisches Gewinde, Handelsbezeichnung IG M22) und Außengewinde (zum Einschrauben, 24 × 1 mm metrisches Feingewinde, Handelsbezeichnung AG M24). Badewannenausläufe haben meist Strahlregler mit weiterem Durchmesser (Außengewinde 28 mm, Handelsbezeichnung AG M28). Darüber hinaus gibt es die Größen M18, M19 und M21, die im Handel aber oft nur auf Nachfrage zu bekommen sind.

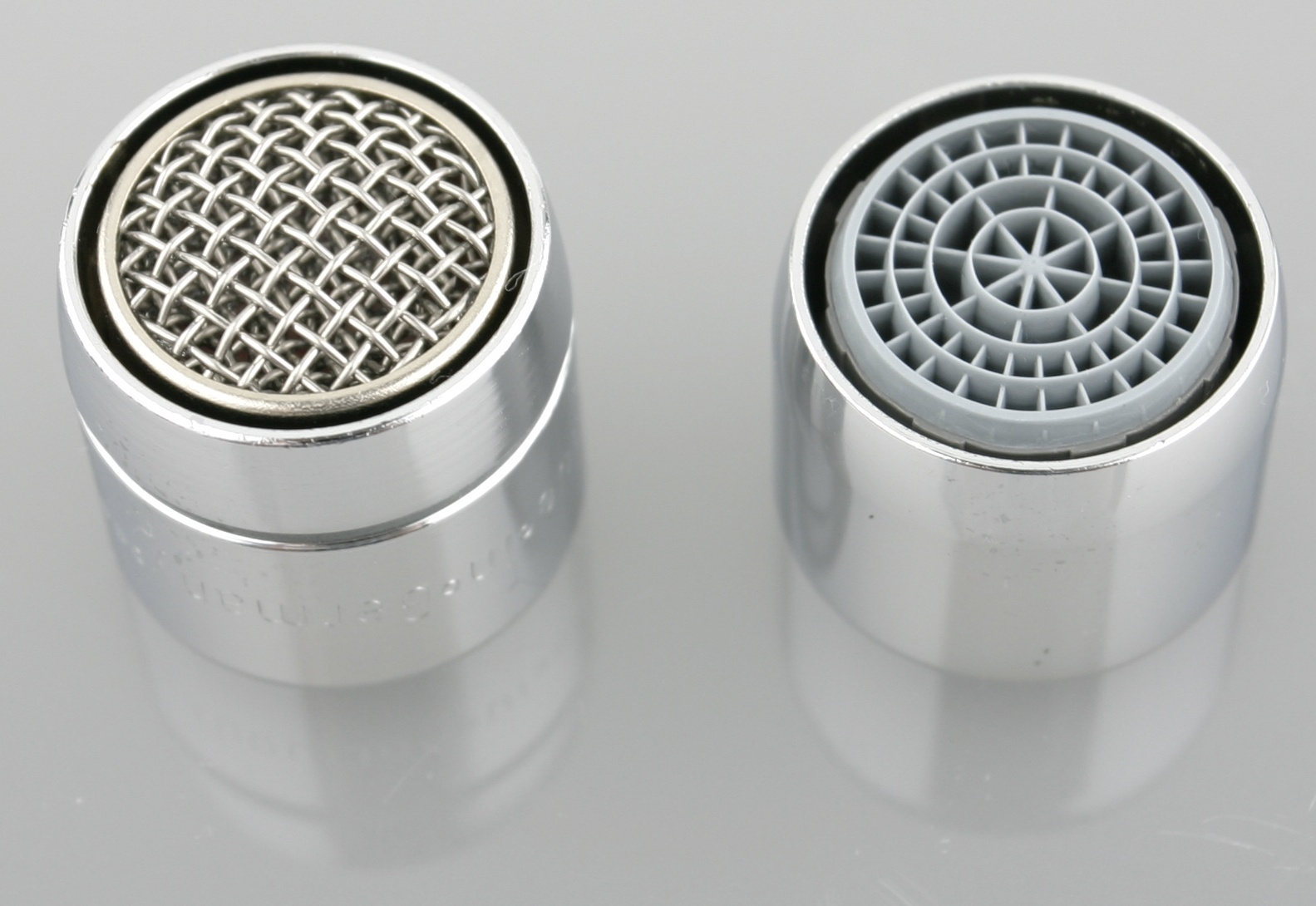
Strahlregler, Außenseite; links Metall-, rechts Kunststoffeinsatz
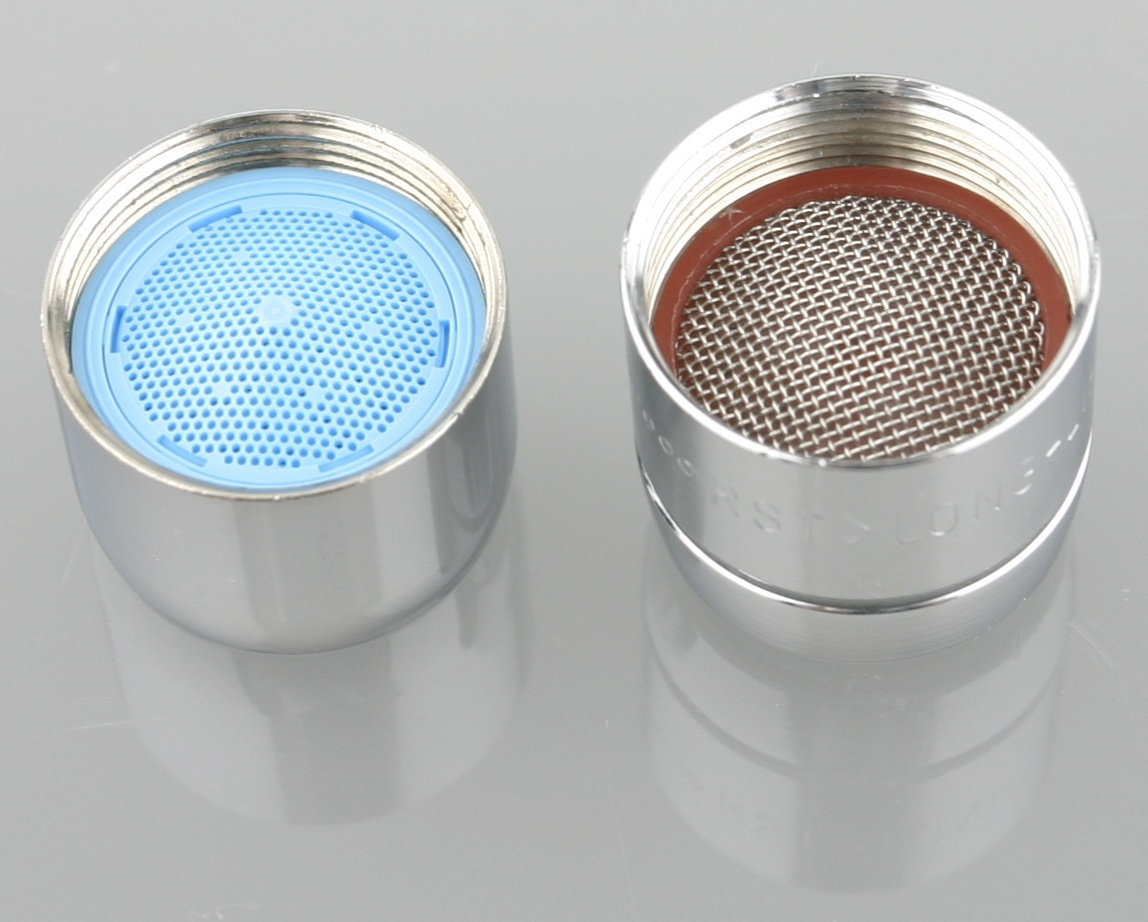
Strahlregler, Innenseite; links Kunststoff-, rechts Metalleinsatz
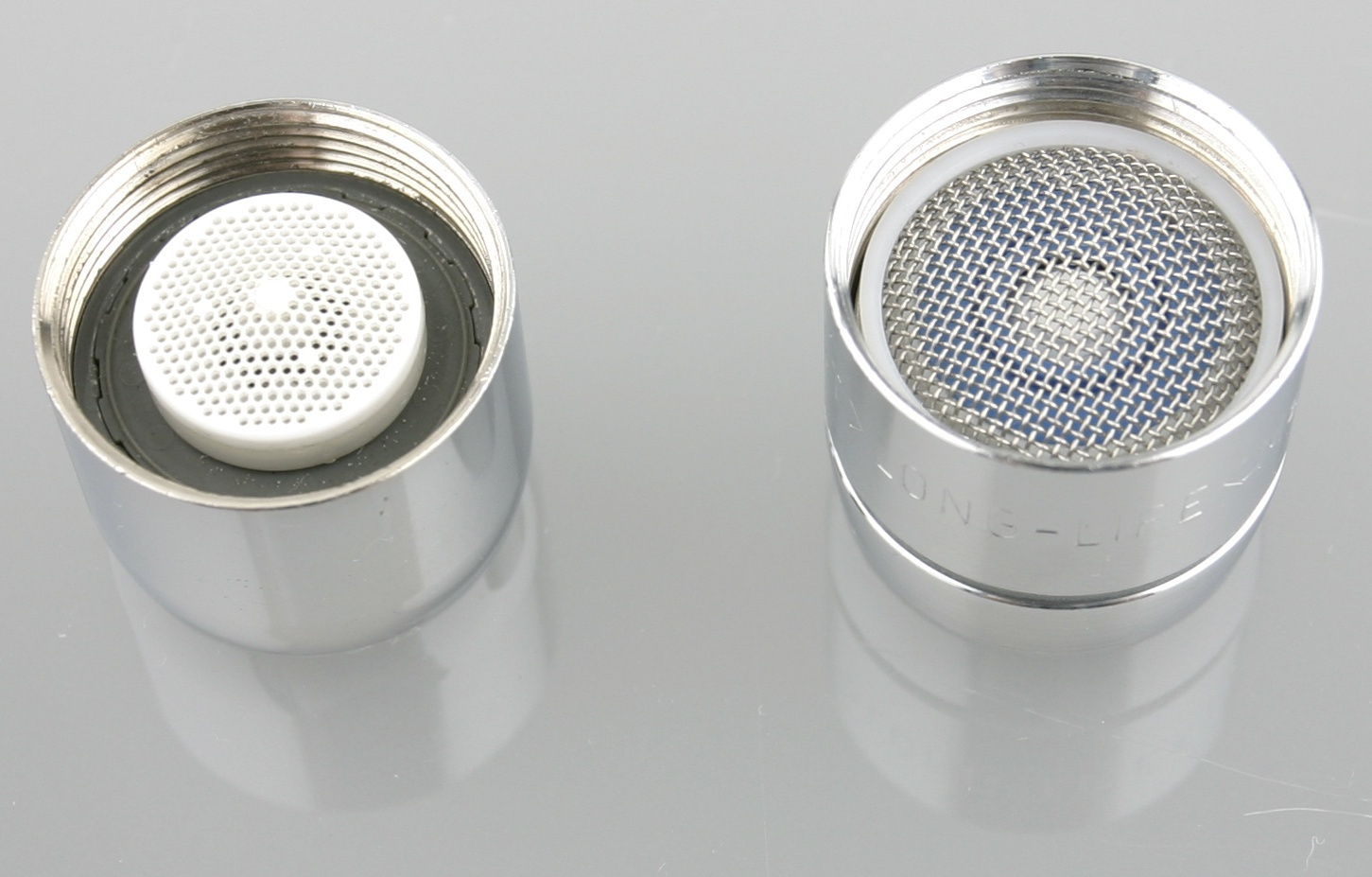
Strahlregler mit Wassermengenregler, Innenseite; links Kunststoff-, rechts Metalleinsatz
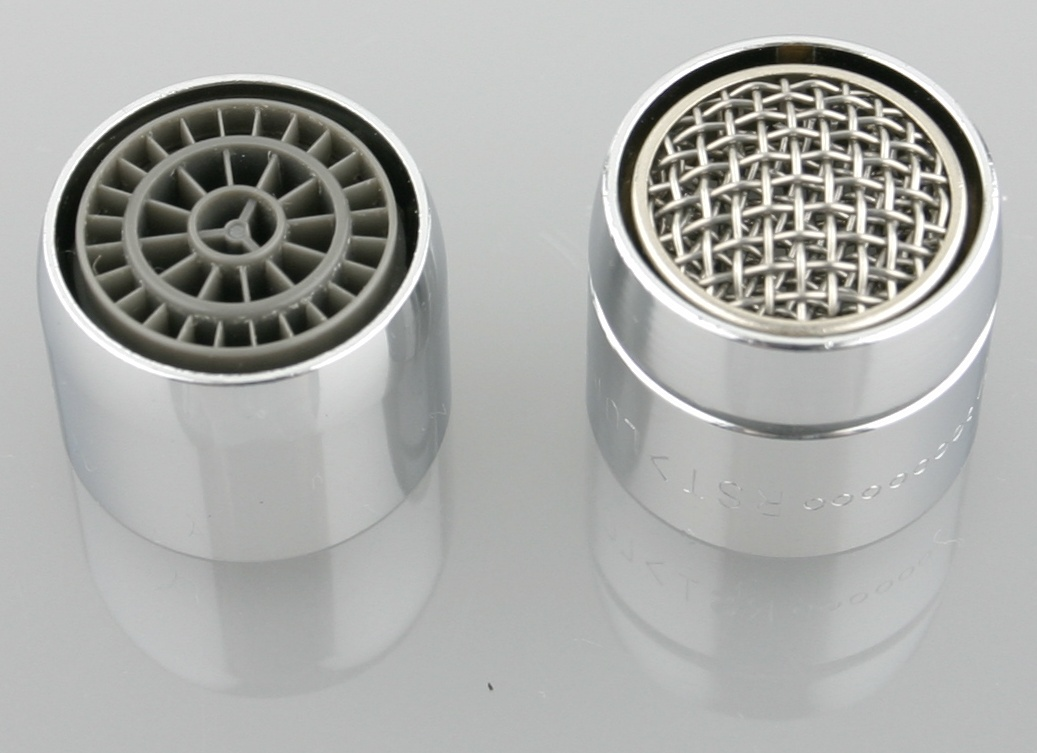
Strahlregler mit Wassermengenregler, Außenseite; links Kunststoff-, rechts Metalleinsatz